# Arild (helgon)
Sankt Arild är ett skånskt helgon. Arild är ett så kallat lokalhelgon, vilket innebär att han främst varit vördad på ett lokalt plan. Vördnaden för helgonet har bevisligen fått ett visst erkännande av katolska kyrkan genom det avlatsbrev som påven Sixtus IV utfärdade den 8 maj 1475 för dem som besökte Sankt Arilds kapell på Sankt Mikaels dag och Jungfru Marie födelsedag. Huruvida Sankt Arild genomgått en giltig kanonisering av en lokal biskop är okänt.

## Legenden om Sankt Arild
Det finns flera versioner av legenden om Sankt Arild. En version upptecknades av Herman Chytræus hans bok Monumenta in Scania år 1598.
Arild levde med sin förmodat förmögna familj i Stubbarp som ligger strax ovanför Arild. Modern Fru Ellen (eller Inger/Ingrid) förlorade sin make medan barnen, helige Tora (Tore) och Arild ännu var små. I några källor finns även ett tredje barn omnämnt, flickan Helena. Det blev därför viktigt för frun att gifta om sig. Hennes nye man herr David visade sig enligt legenden vara en falsk människa. I sken av att barnen behövde upptäcka världen, sände David iväg dem på en skuta. Avsikten var istället att mörda dem. Han hade gjort en överenskommelse med skepparen om att han skulle ge barnen alkohol (mjöd) att dricka, så att de föll i sömn, och sedan tända eld på båten för att lämna den med barnen ensamma kvar ombord. 
Arild och Tore vaknade med eldslågor omkring sig. Arild gjorde då korstecknet över havets vågor och hoppade i havet med sin bror. Tore flöt iland i Torekov, medan Arild flöt iland på en sten, som med hjälp av en ängels blåsning kom till Arild. David fann Arild vid stranden. Sedan han tagit av honom hans guldringar kastade han ut liket igen. Inger såg guldringarna på Davids finger och anade oråd. Hon skyndade med sina tjänsteflickor ner till stranden där hon fann sin döde son. 
Begravningen skulle ske i Brunnby kyrka. När Arilds kropp skulle bäras dit blev han så tung att man efter ett tag inte kunde bära honom längre. Folk förstod att detta var ett tecken på Arilds helighet. Andra tecken på Arilds helighet var att vid de båda platser hans lik flöt iland sprang det upp källor vars vatten visade sig vara undergörande. Seden blev att till dessa källor vallfärda på torsdag kväll samt på söndag morgon före solens uppgång. Inger ska ha låtit bygga ett kapell över hans kropp, Arilds kapell. Arilds kapell är beläget i anslutning till Brunnby kyrka, omtalas första gången i ett påvligt brev den 8 maj 1475. Enligt detta hade fru Barbara Torkildsdatter Brahe till Bollerup eller hennes släktingar stiftat kapellet som uppförs under 1300- eller 1400-talet.

## Arilds hall
Arilds hall eller Arilds sten är en jordfast sten i vattenbrynet i Svensmalen, strax öster om hamnen i Arild. Stenen har en urholkning, i form av en gosses kropp. Denna sten är, jämte Arilds kapell, enligt folkminnesforskaren Axel Olrik upphovet till legenden om den helige Arild. Vid stenen ska det även ha funnits en källa.

## Arildsvisan
Visan om den rike herremannen som dränker sina styvsöner finns i tre versioner. Den äldsta är en uppteckning från mitten av 1500-talet från Jylland. Den andra härstammar från 1600-talet och är den mest kända. Visans omfattar 38 verser, och den första lyder sålunda:
| ”             | Stolt Inga-lill war ett rosens-blad. De Herrer ligge in för Brunby, Herr David hand om hende bad. Saa ynkelig gräder stolt Inger. | „ |
| – Arildsvisan | |   |